# マカテア島
マカテア島（マカテアとう、Makatea）は南太平洋のフランス領ポリネシアに属するトゥアモトゥ諸島北西部にある島。1908年から1966年までリン鉱が採掘され、世界的にも有数の産地であった。

## 地理
島は南緯15度49分、西経148度16分に位置し、タヒチ島パペーテの北東約230kmに相当する。ほとんどの島が環礁であるトゥアモトゥ諸島にあって、マカテア島は唯一の隆起サンゴ礁の島であり、ラグーンは存在しない。もともと環礁であったものが、タヒチ島等が形成されたのと同時期に隆起したと考えられている。
勾玉の幅を広げた様な形をしており、北西から南東の長さが約8km、幅が約4.5km、面積は28km2である。島の周囲は南東部の一部を除き裾礁で囲まれ、海岸は数十mの断崖が続いている。島の内部は標高30-50mの高台になっており、中央部がやや凹んでいる。島の北端にプウティアレ山 (110m) 、西部にアエティア山 (90m) 等、他のトゥアモトゥ諸島では見られない高所がある。
人口は2002年の調査で93人であり、住民は東北岸のモウム集落に居住している。以前はリーワード諸島の行政区に組み込まれていたが、現在はランギロア行政区に所属している。
島はかつてはパパテア（白い (=tea) 岩 (=papa) ）と呼ばれていた。

## 歴史
10世紀頃から人が住み出したと考えられている。17-18世紀にかけては、ランギロア環礁とともにトゥアモトゥ諸島西部の中核として栄えた。ヨーロッパ人で初めて訪れたのはオランダの航海者ヤーコプ・ロッヘフェーン (Jacob Roggeveen) で1722年のことである。彼は島をアウロラ島と名付けている。
20世紀初頭にリン鉱の存在が見出され、1904年にイギリスとフランスが共同出資して設立したフランス太平洋諸島会社 (Societe Française des Iles du Pacifique) が、1908年から採掘を開始した。労働者はクック諸島等近隣のポリネシア人の他に、ベトナム人、日本人が集められた。第二次世界大戦前後には、ナウル島および現キリバスのバナバ島（オーシャン島）と並び、太平洋の三大リン鉱生産地となった。
採掘場所は島の中央からやや東寄りの高台の一帯、およびプウティアレ山一帯であり、高台にはヴァイテパウアの町が形成された。ヴァイテパウアは一時期人口2000人に達し、映画館もあった。島の北西岸のテマオに接岸可能な水路が掘削され、100m余りの桟橋から全盛期には1時間当たり500トンのリン鉱が運搬船に搬送された。高台から港までは、総延長7kmのポリネシア唯一の軌道が敷かれ、鉱石を搬送していた。
1917年には事業はフランス・オセアニアリン鉱会社 (Compagnie Française des Phosphates de I'Océanie) に引き継がれ、1921年には三井物産によって日本にも輸出が開始された。採掘は第二次世界大戦中の一時期を除き行われてきたが、1966年に資源が枯渇し、採掘が終了した。総計950万トンのリン鉱を産出したが、このうち約半分の457万トンが日本に輸出された。採掘終了に伴い島の人口も激減し、1963年に2273人だったのが、1967年には55人となった。入植した日本人十余人は戦時中強制収容を受けたが、戦後もタヒチ島等に残り、1975年まで生存していた。島内の採掘跡やヴァイテパウアの建物は2006年現在、当時のまま放置されており、ゴーストタウンの様相を呈している。
現在、島民は農業、コプラ製造、漁業、ヤシガニの出荷等で生計を立てており、観光産業は無い。

## 自然
島の固有種として、マカテアヒメアオバト (Ptilinopus chalcurus) があり、個体数は安定している。タヒチコブバト (Ducula aurorae) はタヒチ島で絶滅したと考えられており、マカテア島のみに存在する。

## 交通・通信
飛行場は無い。1社が貨客船を1-2回/月運航して、タヒチ島パペーテと他のトゥアモトゥ諸島西部の島々を結んでいる。
2002年に衛星を用いた通信回線が開通した。